# City of Blacktown
City of Blacktown is een Local Government Area (LGA) in Australië in de staat New South Wales in de agglomeratie van Sydney. City of Blacktown telt 284.692 inwoners. De hoofdplaats is Blacktown.

## Geboren
- Toni Collette (1971), actrice
- Joel Edgerton (1974), acteur, regisseur, producent, scenarioschrijver
- Kym Valentine (1977), actrice